# 山崎毅宜
山崎 毅宜（やまざき たかのり、3月15日 - 
  ）は、日本の漫画家。
宮城県出身。血液型AB型。2006年、月刊少年ブラッド5月号から『WAPPA!!』でデビュー。

## 作品リスト
- 『WAPPA!!』（月刊少年ブラッド、読み切り）
- 『やわらか庭球』（読み切り）
- 『白球少女』（全5巻、FlexComixブラッド）
- 『ほしの女王様』（2014年09月17日 - 、COMIC メテオ）